# Cody Walker
Cody Beau Walker (Los Angeles, 1988. június 13.) amerikai színész. 
Paul Walker öccse, segítette elhunyt testvére jeleneteinek befejezését a Halálos iramban 7. című filmben. Színészi debütáló filmje az Abandoned Mine (2003) volt. Ezt követte A bátrak háborúja (2016) és a Megkésett kitüntetés (2020).

## Fiatalkora
1988. június 13-án született a kaliforniai Los Angelesben. Édesanyja, Cheryl (születési nevén Crabtree) divatmodell volt, édesapja, Paul William Walker III pedig csatornaépítő vállalkozó és egykori amatőr bokszoló, aki kétszeres Golden Gloves bajnok volt. Walker négy testvérével nőtt fel: Aimee, Ashlie, Caleb és Paul.
A Kaliforniai egyetemre járt Santa Barbarában.

## Pályafutása
Az alacsony költségvetésű, 2013-as Abandoned Mine című horrorfilmben debütált, Thomas nevű szerepében. A film vegyesen kritikákat kapott.
A Halálos iramban 7.-ben mutatkozott be, miután testvére, Paul 2013. november 30-án autóbalesetben meghalt. Cody és Caleb Walker egyaránt helyettesítették elhunyt testvérük jeleneteit Brian O'Conner szerepében. Miután feltűnt a Halálos iramban 7.-ben,  Walker úgy döntött, folytatja filmkarrierjét. 2016-ban játszott A bátrak háborúja című második világháború filmben is egy kisebb szerepben.
2019-ben nagyobb szerepben debütált az Árnyékfarkasok című akcióthrillerben. 2020-ban a Megkésett kitüntetés című háborús drámában szerepelt.

## Magánélete
Képzett mentős, bátyja Reach out Worldwide nevű jótékonysági alapítványának vezérigazgatója, amely világszerte segítséget nyújt a sürgősségi segélyhívóknak katasztrófa sújtotta területeken.
2015. augusztus 15-én feleségül vette barátnőjét, Felicia Knox-ot. Gyermekük 2017. novemberben született.

## Filmográfia

### Film
| Év   | Cím                  | Eredeti cím                      | Szerep                                       | Magyar hang[forrás?] |
| ---- | -------------------- | -------------------------------- | -------------------------------------------- | -------------------- |
| 2012 |                      | Abandoned Mine                   | Thomas                                       |                      |
| 2015 | Halálos iramban 7.   | Furious 7                        | Brian O'Conner (Paul Walker-t helyettesítve) | Rajkai Zoltán        |
| 2016 | A bátrak háborúja    | USS Indianapolis: Men of Courage | James West                                   | Joó Gábor            |
| 2020 | Megkésett kitüntetés | The Last Full Measure            | Kepper fiatalon                              |                      |

### Televízió
| Év    | Cím                              | Szerep             | Megjegyzések        |
| ----- | -------------------------------- | ------------------ | ------------------- |
| 2016  | In the Rough                     | Blake McCracken    | 5 epizód            |
| 2018  | In Memory of Paul: Car Show 2018 | önmaga             | dokumentumfilm      |
| 2018  | I Am Paul Walker                 | önmaga             | dokumentumfilm      |
| 2022– | Fast: Home Rescue                | önmaga (házigazda) | The Weather Channel |

## Fordítás
- Ez a szócikk részben vagy egészben  a   Cody Walker (actor) című angol Wikipédia-szócikk ezen változatának fordításán alapul.  Az eredeti cikk szerkesztőit annak laptörténete sorolja fel. Ez a jelzés csupán a megfogalmazás eredetét és a szerzői jogokat jelzi, nem szolgál a cikkben szereplő információk forrásmegjelöléseként.